# Antonio Flecca
Antonio Flecca (Catanzaro, 18 agosto 1998) è un taekwondoka italiano, vincitore nella categoria 58 kg della medaglia di bronzo alle Universiadi 2019.

## Palmarès
- Universiade

Napoli 2019: bronzo nei 58 kg.